# Castilleja talamancensis
Castilleja talamancensis är en snyltrotsväxtart som beskrevs av Noel Herman Holmgren. Castilleja talamancensis ingår i släktet målarborstar, och familjen snyltrotsväxter. Inga underarter finns listade i Catalogue of Life.

## Bildgalleri

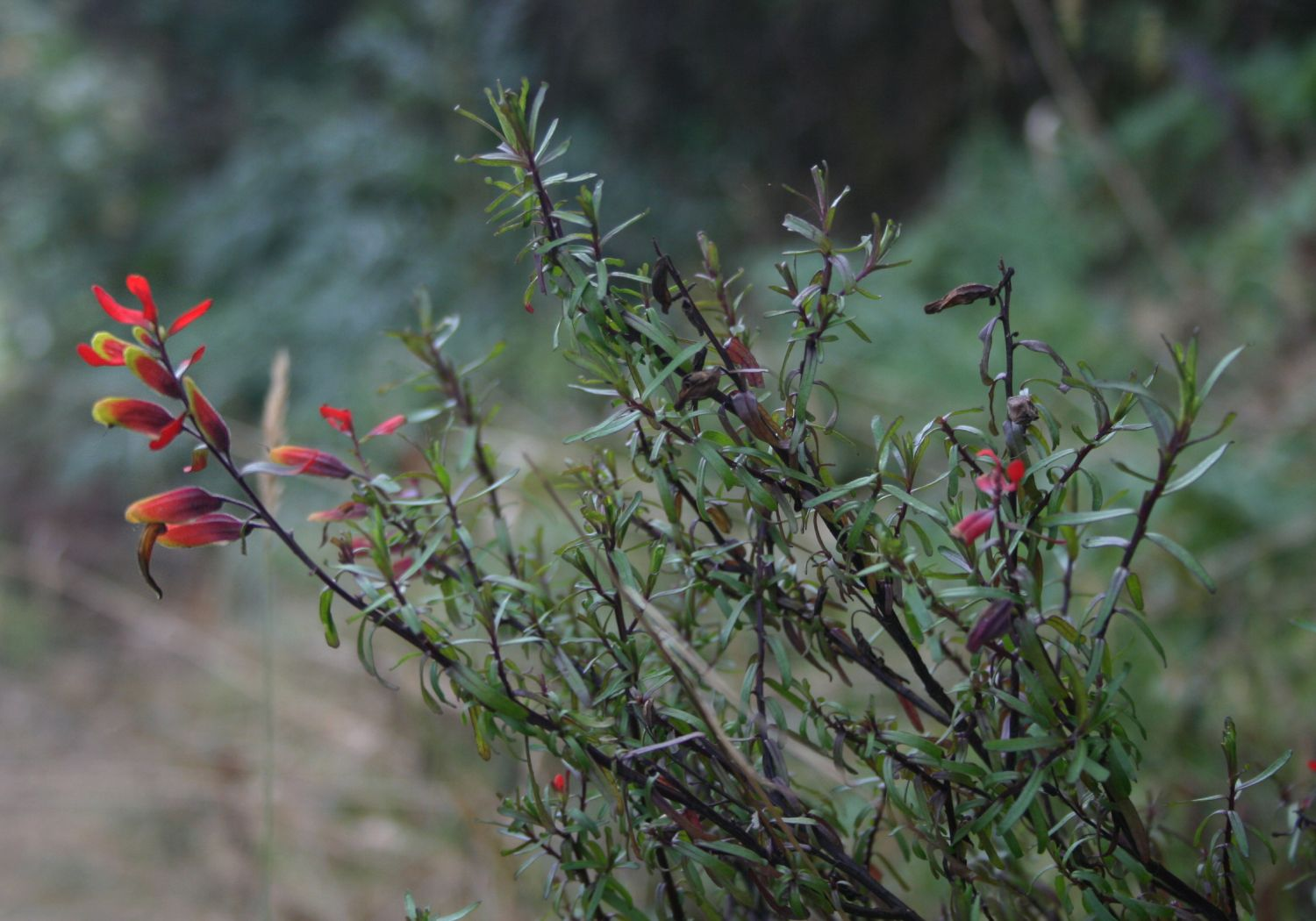
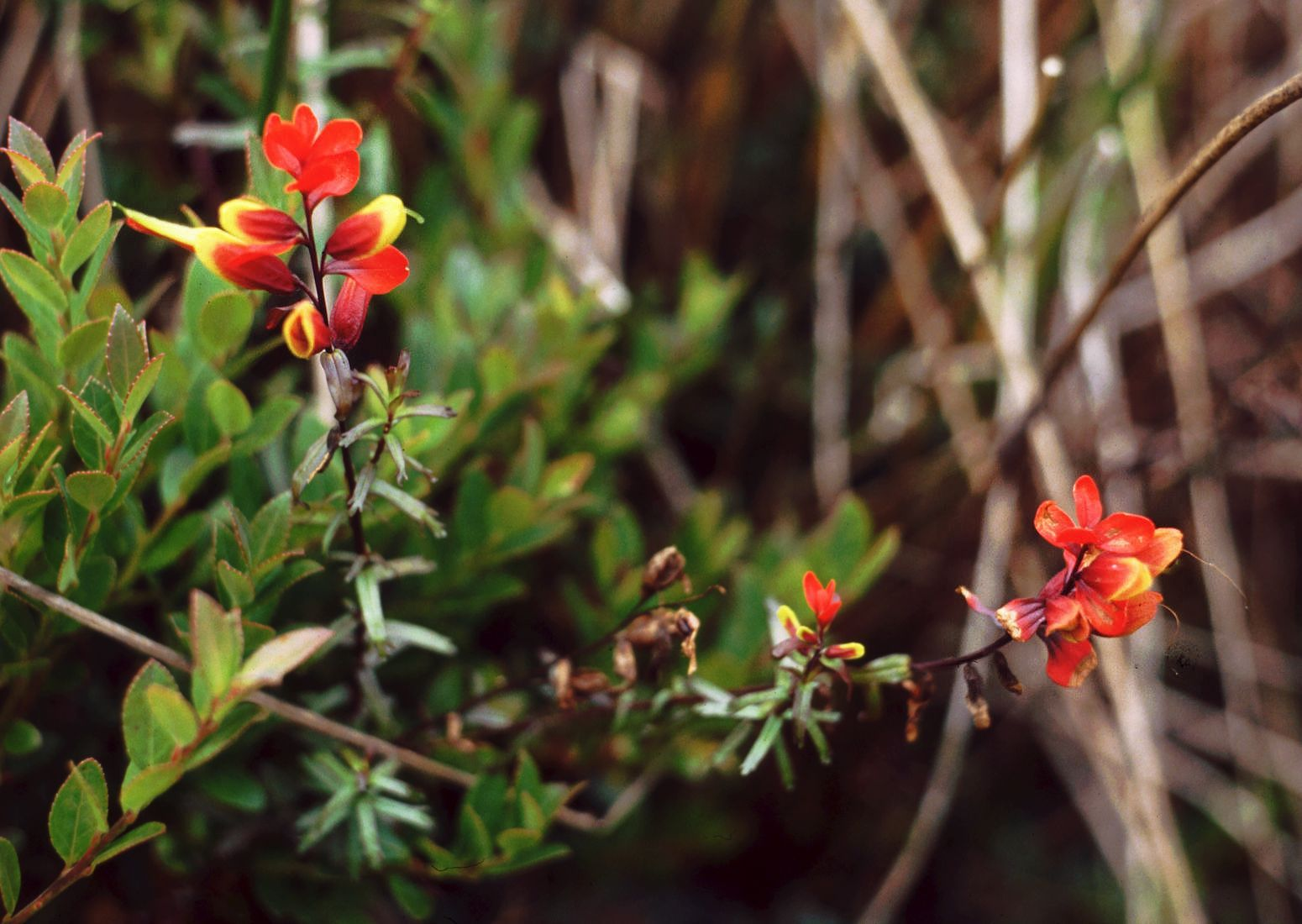